# Готи
Готите (на готски: Gut-þiuda; на старонорвежки: Gutar; на латински: Gothi; на старогръцки: Γότθοι) са източногермански народ от Античността. Техните два клона – вестготите и остготите, играят важна роля за падането на Западната Римска империя и формирането на Средновековна Европа.
В навечерието на нашата ера готите обитават долното течение на река Висла, а във втората половина на II век част от тях се преселват на югоизток към Черно море. След първоначални сблъсъци с Римската империя в Югоизточна Европа към края на IV век основната част от тях се преселва на запад към Апенинския полуостров, южните части на Галия и Пиренейския полуостров.

## История

### Произход
Точният произход на древните готи не е напълно изяснен, тъй като свидетелствата за тях отпреди да влязат в контакт с Римската империя са ограничени. Според родения в Тракия главен готски историк Йорданес, прародителите на готите произлизат от Скандинавския полуостров („остров Скандза“). Около 1490 пр.н.е. се преселват около устието на Висла и поставят началото на известната от археологията Велбарска култура. По-късно, около 1000 пр.н.е. те се преселват северно от Дунава, (в областта, наречена от римляните Дакия 11 века по-късно) и в части от Мизия. В съвременната наука тази история не се подкрепя, като се смята, че Велбарската култура се развива от по-ранните местни култури, а археологичните изследвания в Скандинавия не показват данни за съществено изселване през този период. Макар разказът на Йорданес да се отхвърля от археологичните свидетелства, устната история, на която е базиран, може да има своя реална основа. Наличните данни – керамика, сгради, погребения – говорят за продължителни близки контакти между Южна Швеция и южните брегове на Балтийско море и е възможно през I век по долното течение на Висла да са се заселили германски общности от Скандинавия, а според някои автори – и от континентална Европа.
Най-ранната археологическа култура, свързвана с готите, е Велбарската култура на южния бряг на Балтийско море, в днешна полска Померания. Тя замества местната Оксивска култура през I век, когато е регистрирано скандинавско заселване в буферната зона между Оксивската и Пшеворската култура.
Културата в този регион е под влиянието на южноскандинавските култури още от края на скандинавската бронзова епоха и ранната предримска желязна епоха около 1300 – 300 година пр. Хр. Всъщност скандинавското влияние в днешна Северна Полша след 1300 година пр. Хр. е толкова значително, че някои автори причисляват местната култура към скандинавската бронзова епоха.

### В Северното Причерноморие
Около 160 година в Централна Европа започват първите етапи на Великото преселение на народите – германски групи започват да се придвижват на югоизток от земите с в устието на Висла, оказвайки натиск върху своите съседи. В резултат на това руги, готи, гепиди, вандали, бургунди и други групи пресичат границата на Римската империя по средното и долно течение на Дунав и предизвикват Маркоманските войни, довели до масови разрушения и първото нашествие в Италия през епохата на Империята. Има предположения, че и през този период готите продължават да поддържат връзка с Южна Скандинавия.
При първото им засвидетелствано нахлуване в Тракия готите са наречени „борани“ от Зосим и боради от Григорий Чудотворец. Първото им навлизане в Римската империя е разграбването на Истрия през 238 година, последвано през следващите десетилетия от поредица подобни набези. През този период много готи се включват в римските армии, участващи в Римско-персийските войни, като са известни действията им в битката при Месихе през 242 година.
През 251 г. три военни колони, водени от готския княз Книва, идващи от Дакия, преминават Дунава в посока Ескус и оперират в Мизия, Тракия и Илирия. Град Никополис ад Иструм е обсаден, а Филипопол (Пловдив) е превзет и оплячкосан. Римските войски са разбити най-напред при Берое и след това на 1 юли 251 г. в блатата край Абритус (Разград), като в сражението загива император Деций и синът му и съимператор Херений Етруск. По това време са известни поне две групи готи – тервинги и гревтунги.
Първите морски походи на готите срещу империята са в три последователни години, вероятно 255 – 257 година. Неуспешно нападение срещу Питий на източния бряг на Черно море е последван година по-късно от нов поход, довел до превземането на Питий и Трапезунд и опустошаването на обширни области от Понт. През третата година значително по-голяма армия разграбва големи части от Витиния и Пропонтида, включително градовете Халкедон, Никомедия, Никея, Апамея Витинска, Киос и Пруса. В края на кампанията готите установяват контрол над Крим с Боспор, както и други черноморски градове, като Олбия и Тирас, което им дава възможност за мащабни действия по море.
През 268 година римски император става Клавдий II, който ще получи прозвището „Готски“. След като отблъсква нападение на алеманите срещу Италия, той насочва вниманието си към проблемите с готите на Балканите. Готите правят опит за превантивен поход към Италия, но са спрени в битката при Ниш, в която важна роля играе командващия римската конница и бъдещ император Аврелиан. Оцелелите готи са включени в римската армия или заселени в империята. След смъртта на Клавдий през 270 година отново нападат империята, но са спрени от Аврелиан през 272 г. северно от Дунава, вероятно в днешната Мунтения. Аврелиан обаче е принуден да им отстъпи отвъддунавска Дакия.
Около 275 година готите предприемат последния си значим поход към Мала Азия, като с пиратските си набези създават големи проблеми в Колхида, Понт, Кападокия, Галатия и дори Киликия. През 276 година претърпяват поражение от император Марк Клавдий Тацит.
Около 290 година, с проведените от император Диоклециан административни реформи, военната ситуация около Дунава за известно време се успокоява. Чак през 332 година Константин I заселва сармати по северните брегове на Дунав за защита срещу нападенията на готите и за да подсилят границата на Империята. Според хрониките по това време 100 хиляди готи загиват в битка, а Ариарик, син на краля им, е пленен. По-късно Константин отвежда 40 хиляди готи в новата столица Константинопол, за да подсили нейната отбрана.
В хода на IV век все по-често готи стават войници в римската армия, допринасяйки за нейната почти пълна германизация през този период. Готският обичай да се носят дрехи от цели животински кожи се превръща в мода в Константинопол, предизвиквайки критиките на по-консервативните хора. През този период активните връзки между готите и Империята водят до значителна романизация както на тервингите, така и на гревтунгите. Християнският мисионер Вулфила създава готската азбука, за да преведе Библията (Библия на Вулфила), и покръства много готи в доминиращото по това време в Близкия Изток арианско християнство.
След продължителен период на равновесие между готите и Империята появата на хуните в Източна Европа предизвиква бежанска вълна от готи, поставила началото на Готската война. През 378 година готите удържат решителна победа в битката при Адрианопол, в която загива самият император Валент. В отговор правителството организира масови кланета на готи из всички части на Империята. След утвърждаването на хуните в Източна Европа източниците говорят за две групи готи – вестготи, които стават федерати на Римската империя, и остготи, които са подчинени от хуните. През следващите столетия тези две групи действат като самостоятелни политически общности, създавайки свои държави в Южна Европа.

### Вестготи
Вестготите, които непосредствено след хунското нашествие са приети в Римската империя, скоро влизат в конфликт с нея и нанасят поражение на римляните в битката при Адрианопол през 378 година, след което, водени от Аларих I, се насочват към Италия и разграбват Рим през 410 година.
През 418 година вестготите се установяват в южните части на Галия като федерати на Империята, но малко по-късно създават свое независимо Вестготско кралство със столица в Тулуза. Те разпростират властта си в Испания за сметка на вандалите, но губят териториите си в Галия след поражението от франките през 507 година. Така Вестготското кралство остава ограничено до областта Септимания и Пиренейския полуостров, откъдето изтласква окончателно Византийската империя и където унищожава държавата на свевите. След падането на Западната Римска империя вестготите продължили да оказват значително влияние в историята на Западна Европа в продължение на около 250 години.
В края на 6 век вестготите преминават от арианството към католицизма и постепенно възприемат културата на своите романизирани поданици. В началото на 8 век Вестготското кралство е унищожено при завладяването на Пиренейския полуостров от мюсюлманите. Остатъци от вестготската традиция се запазват в Испанската марка и в основаното от вестготския благородник Пелайо Кралство Астурия.

### Остготи
Остготите се появяват в източниците след поражението на хуните в битката при Недао през 454 година, когато те се разбунтуват срещу хунската власт, водени от Тиудимир. През 468 година остготският владетел Валамир нанася поражение на хуните в Панония. Крал Теодорих Велики, по искане на император Зенон, нахлува в Италия през 488 година, изтласква оттам скирския военачалник Одоакър и основава Остготското кралство, което постепенно овладява целия Апенински полуостров. Теодорих обединява за кратко вестготи и остготи, след като през 507 година поема за известно време регентството на Вестготското кралство.
Остготското кралство оцелява до 552 година, когато е унищожено от Източната Римска империя с продължителната Готска война, опустошила и обезлюдила Апенинския полуостров. През 568 година Италия е завзета от лангобардите, които изглежда асимилират оцелелите готи.

### Кримски готи
Част от готите остават в Северното Черноморие и след голямото разселване на запад. Към края на XVIII век продължават да съществуват готски общности в региона, най-вече в Крим, наричани кримски готи. Те говорят на кримски готски, германски диалект.

## Култура

### Език
Готският език е германски език, засвидетелстван още през IV век, което го прави важен за историческата и сравнителна лингвистика. Всички останали източногермански езици са слабо известни – главно от собствени имена, запазени в историческите източници, и от заемки в други езици. Главният източник за готския език е Сребърният кодекс, съдържащ частичен превод на Библията.
В средата на VI век готският език вече е в упадък след военните успехи на франките, ликвидирането на готската власт в Италия и изолацията на готите в Югозападна Европа. В Испания готският губи своята последна и вероятно вече отмираща функция на църковен език след като вестготите приемат католицизма през 589 година. Варианти на готския език се говори в Крим до ново време, но днес езикът е напълно изчезнал.

### Изкуство
От предхождащата хунското нашествие готска Черняховска култура са запазени накити, съдове и декоративни предмети в стил, силно повлиян от гръцкото и римското изкуство. Готите развиват полихромен стил в златарството, инкрустирайки скъпоценни камъни в златни украшения, който оказва влияние в Западна Европа и през Средновековието.

### Християнството на готите
През 303 г. започнали последните и най-големи гонения на християните в Римската империя. Значителен брой християни от местното население намерили убежище на север от Дунава. Главният подбудител, особено свиреп в действията си, бил Галерий (* ок. 250 – † 311), който от 293 г. станал цезар на Диоклециан, а след оставката на последния през 305 г. – Император на Изтока. Император на Запада бил роденият в гр. Срем в Панония Максимиан Херкула (* ок. 240 – † 310), а негов цезар бил роденият в Илирия Констанций I Хлор („Бледият“, „Зеленият“, * ок. 250 – † 306, от 305 г. Император на Запада), баща на Константин Велики. През 311 г. Галерий издал специален едикт за толерантност спрямо християните.

#### Св. Урфил от Мизия
След окончателното узаконяване на християнството през 313 г. от император Константин Велики с Миланския едикт за толерантност, се ускорява християнизацията на визиготите, в която съществена роля играе св. Урфил (Oὺρφὶλας), епископ на гр. Никополис ад Иструм (до днешното с. Никюп, Великотърновско), наречен от Филосторгий „съвременний Мойсей“ в „обетована земя“ Мизия в „Църковна история“. Други автори като Фотий, Йордан, Сократ Схоластик (* ок. 380 – † ок. 440) и Созомен (* ок. 400 – † 450) оставят за него един образ на високообразован апостол и просветител от внушителен мащаб, подобен на този на Константин Философ (Кирил) и Методий половин хилядолетие по-късно. Пространно негово житиеописание е оставил Доростолският (Силистренският) епископ Авксентий, негов ученик и приемник, известно от изложението на епископ Максимин (* ок. 360 – † сл. 427). Негов учител е Херсонският епископ Теофил, участвал в Първия вселенски събор в гр. Никея (Никейски събор), ползвал е еднакво добре готски, гръцки и латински език. Урфил е хиротонисан през 340/341 г. за християнски готски епископ в Гетия.

### Наследството на готите
Основна статия: Културно и историческо наследство на готите

## Хронология на битките на готите
- Готска война (250-251), на готите и скитите срещу Римската империя (виж: битка при Абритус)
- Готска война (262-269), на тервингите срещу Римската империя; (виж: битка при Ниш (269))
- Готска война (367-369), между Валент и готите на Дунав
- Готска война (376-382), на гревтунги и тервинги срещу Източната Римска империя; (виж: битка при Адрианопол и Битка при Ад Салицес)
- Готска война (402-403), на вестготите срещу Западната Римска империя; (виж: Битка при Поленция, Тулузко кралство и Толедско кралство)
- Готска война (535-554), на остготите срещу Източната Римска империя; (виж: Остготско кралство и битка при Млечната планина)

- Византийско-готски войни:
  - Първа Готска война (376 – 382)
  - Втора Готска война (535 – 554)